# Pyramid
Pyramid (ang. Pyramid Lake) – endoreiczne słone jezioro o powierzchni około 487 km² (188 mi²), w rejonie Great Basin, w północno-zachodniej części stanu Nevada, (USA). Jedno z największych jezior w Stanach Zjednoczonych. Znajduje się w południowej części hrabstwa Washoe, na północny wschód od Reno. Powierzchnia znajduje się na wysokości około 1157 m (3796 stóp). Jezioro leży na terenie rezerwatu Indian Paiute.